# آرتور کائسار
آرتور کائسار (انگلیسی: Arthur Caesar؛ ۹ مارس ۱۸۹۲ – ۲۰ ژوئن ۱۹۵۳) یک فیلم‌نامه‌نویس، و نمایش‌نامه‌نویس اهل ایالات متحده آمریکا بود.
وی فیلم‌نامه‌نویس فیلم‌هایی همچون هوانورد، ملودرام منهتن، مردان کوچک و آتلانتیک سیتی بوده، کائسار همچنین برندهٔ جوایزی همچون جایزه اسکار بهترین داستان شده است.